# Kačlehy
Kačlehy (deutsch Gatterschlag) ist eine Gemeinde in Tschechien. Sie liegt sieben Kilometer südöstlich von Jindřichův Hradec und gehört zum Okres Jindřichův Hradec. Sie hat 68 Einwohner.

## Geographie

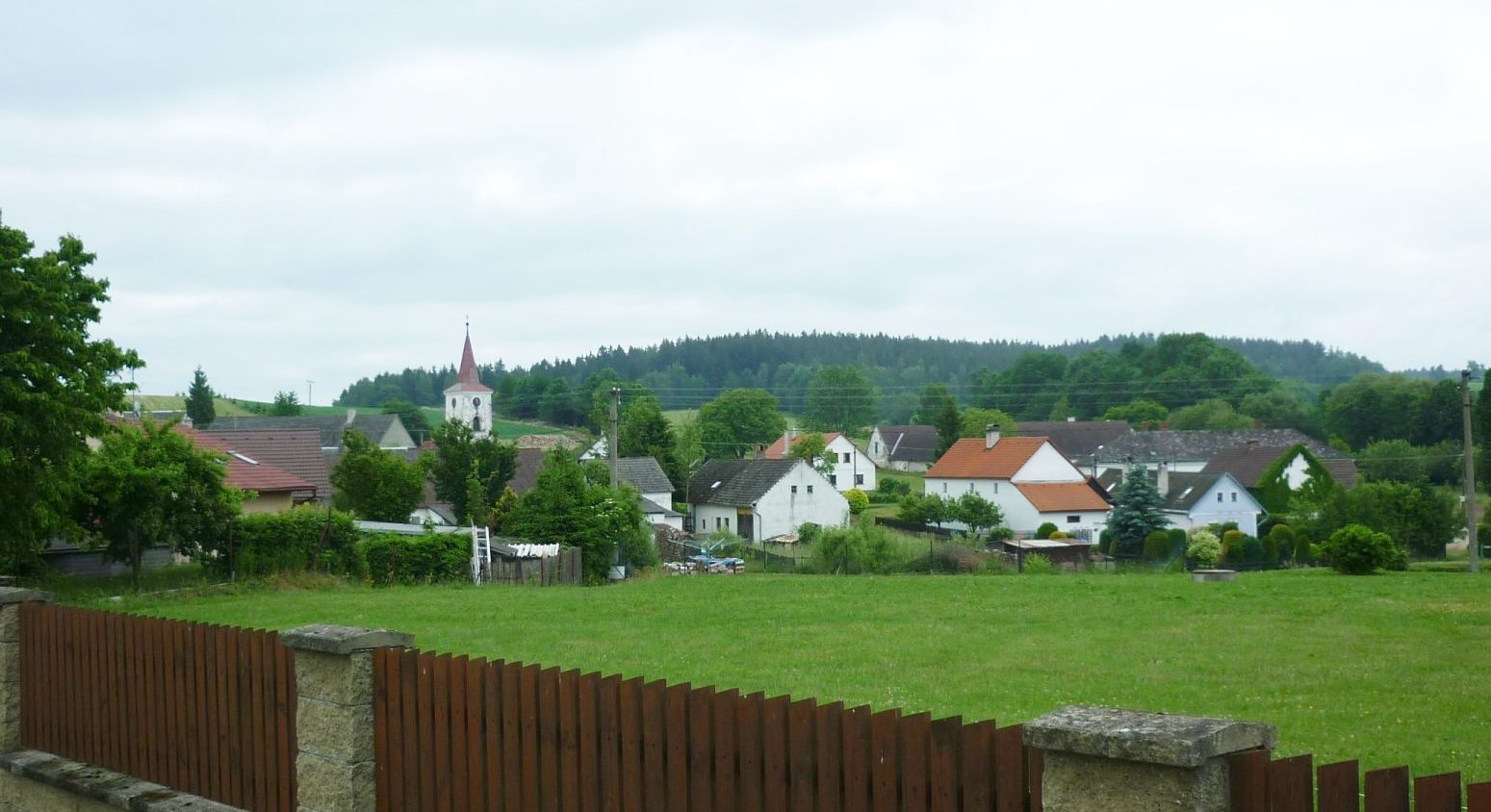
Ortsansicht

Das Haufendorf Kačlehy befindet sich im Nordwesten der Javořická vrchovina in einer hügeligen Teichlandschaft des Naturparkes Česká Kanada. Der größte Teich ist mit 196 ha der östlich des Ortes gelegene drei Kilometer lange und vom Koštěnický potok gespeiste Kačležský rybník (Gatterschlägerteich). Die darin befindliche Insel ist ein Vogelschutzgebiet.
Nachbarorte sind Hospříz im Norden, Člunek im Osten, Kunějov im Südosten, Číměř im Süden, Horní Pěna im Westen sowie Hrutkov im Nordwesten.

## Geschichte
Erstmals urkundlich erwähnt wurde das Dorf am 13. Juni 1399 bei seiner Schenkung an das Spital Johannes des Täufers in Neuhaus, welches vom Deutschen Orden geleitet wurde. Gatterschlag entstand wahrscheinlich um 1300 als Köhlersiedlung. Im Urbar von Neuhaus 1613 sind 10 Bauern aufgeführt, von denen 9 deutsche Namen tragen. Matriken gibt es seit 1610 bei Oberbaumgarten. Bis 1918 gehören Wald (Maring) und Teich den Grafen Czernin. Bis zum Jahre 1842 war die Schreibweise „Gotterschlag“ geläufig, welcher sich von dem Ortsnamen „St. Katharina“ ableitete.
Nach dem Ersten Weltkrieg zerfiel der Vielvölkerstaat Österreich-Ungarn. Gatterschlag war ausschließlich von Deutschen bewohnt. Der Friedensvertrag von Saint Germain 1919 erklärte den Ort zum Bestandteil der neuen Tschechoslowakischen Republik. Nach dem Münchner Abkommen 1938, das die Abtretung der sudetendeutschen Gebiete an Deutschland regelte, rückten im Oktober deutsche Truppen im Ort ein, der bis 1945 zum Reichsgau Niederdonau gehörte.
Nach dem Ende des Zweiten Weltkrieges – der 27 Opfer unter den Ortsbewohnern forderte – wurden die im Münchener Abkommen an Deutschland übertragenen Territorien wieder der Tschechoslowakei zugeordnet. Gatterschlag und die umliegenden Orte wurden system- und zeitgleich ab 29. Mai 1945 von militanten Tschechen besetzt. Sie nahmen drei Geiseln und vertrieben am 30. Mai 1945 einen Teil der deutschen Ortsbevölkerung über die Grenze nach Österreich. Bis auf acht Personen wurden die restlichen Ortsbewohner am 4. Juni 1946 über das Lager Neuhaus nach Westdeutschland zwangsausgesiedelt. Das Vermögen der deutschen Ortsbewohner wurde durch das Beneš-Dekret 108 konfisziert, die katholische Kirche in der kommunistischen Ära enteignet. In Österreich konnten zehn Personen verbleiben, die anderen Vertriebenen wurden nach Deutschland weiter transferiert.
Im Jahre 1964 wurde die Ortschaft ein Teil der Gemeinde Hospříz.

## Siegel und Wappen
Die Ortschaft erhielt 1658 von ihrem Ortsherren Ferdinand Wilhelm Graf Slawata von Chlumec und Koschumberg das Recht ein Siegel zu führen. Es war genauso gestaltet wie das Siegel der Gemeinde Oberbaumgarten. Es zeigte einen aufrechtstehenden Bären, welcher in seinen Pranken einen Schild hält auf welchem deutlich drei Balken zu erkennen sind. Dies war das Stammwappen von Graf Slawata. Der einzige Unterschied war die Umschrift des Siegels, welche „S. Gotterschlager Gericht 1658“ lautete. Nach 1848 besaß die Ortschaft lediglich einen bildlosen Schriftstempel, der nach 1918 zweisprachig ausgefertigt war.

## Einwohnerentwicklung
| Volkszählung | Einwohner gesamt | Volkszugehörigkeit der Einwohner | Volkszugehörigkeit der Einwohner | Volkszugehörigkeit der Einwohner |
| Jahr         | Einwohner gesamt | Deutsche                         | Tschechen                        | Andere                           |
| ------------ | ---------------- | -------------------------------- | -------------------------------- | -------------------------------- |
| 1880         | 401              | 382                              | 19                               | 0                                |
| 1890         | 355              | 354                              | 1                                | 0                                |
| 1900         | 344              | 344                              | 0                                | 0                                |
| 1910         | 300              | 300                              | 0                                | 0                                |
| 1921         | 279              | 268                              | 1                                | 10                               |
| 1930         | 271              | 263                              | 7                                | 1                                |

## Gemeindegliederung
Für die Gemeinde Kačlehy sind keine Ortsteile ausgewiesen. Zu Kačlehy gehört die Einschicht Řasy.

## Sehenswürdigkeiten

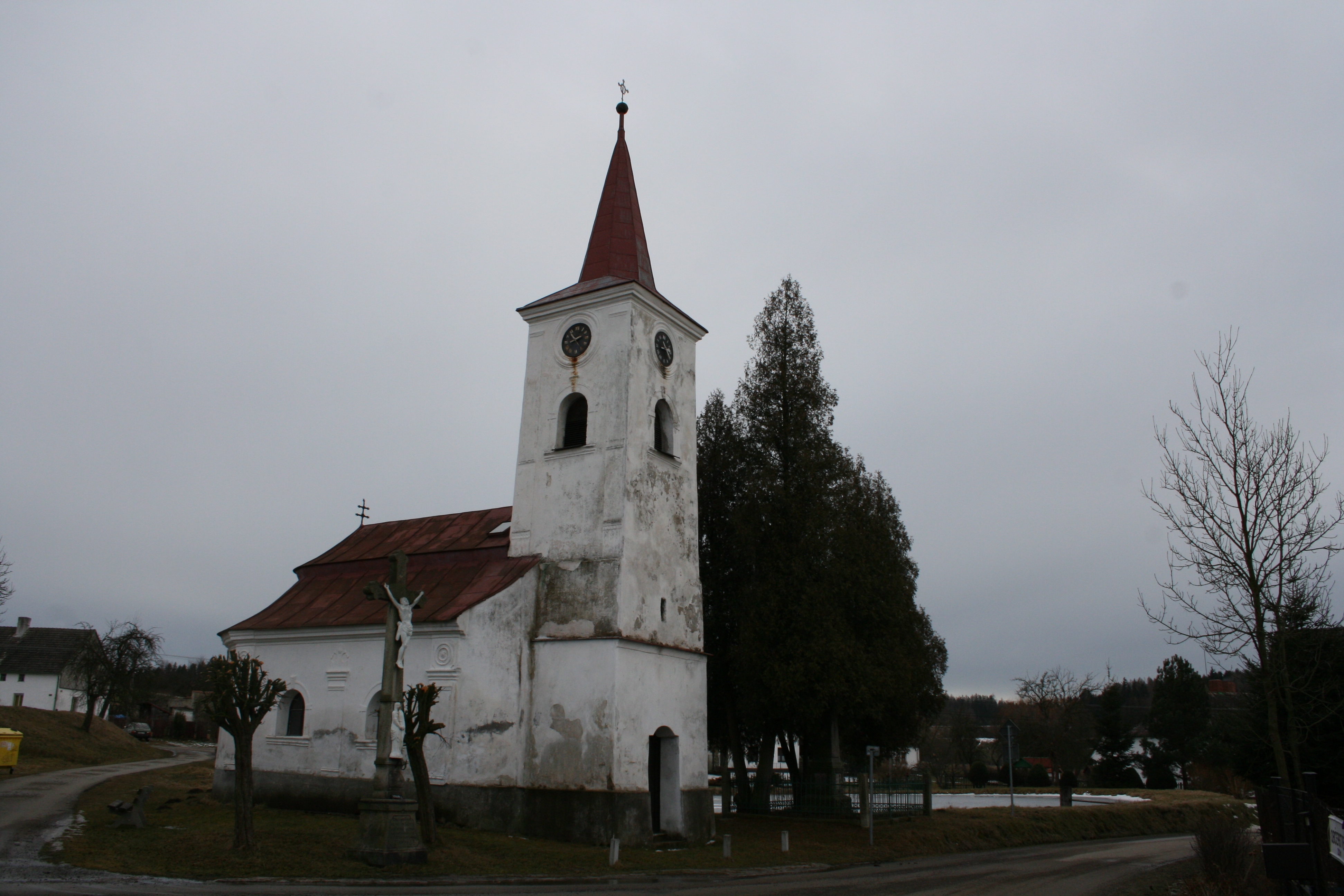
Kapelle zur hl. Maria

- St. Barbarakapelle, erbaut 1804 mit Altar, davor Steinkreuz von 1851
- Hl. Johannes-Nepomuk-Kapelle von 1781, bis 2005 zwischen zwei alten Linden,
- Wazaln-Kapelle zur hl. Maria, von 1893
- Lukschen-Kreuz von 1868, zwischen zwei Kastanien
- Halla-Kreuz
- Kriegerdenkmal 1922
- Volksschule, zweiklassig, 1896/97, davor einklassig